# Arcipelago di Pakri
Le isole di Pakri sono un piccolo arcipelago estone situate circa 3 km al largo della cittadina di Paldiski. Attualmente disabitate, sono state in passato colonizzate da famiglie svedesi. In epoca sovietica hanno svolto la funzione di poligono militare. Le due maggiori Väike e Suur, piccola e grande isole di Pakri, sono per dimensione l'ottava e la nona in Estonia.

## Storia
Nel 1345 cinque famiglie svedesi acquistarono l'isola occidentale dal monastero Padise ed avviarono la fondazione di una comunità multiculturale (nel 1934 erano 341 svedesi e 13 tedeschi). Pescatori ma anche efficaci contadini, il nome svedese era Rågöarna (in svedese, le isole della segale).
Durante il periodo della prima indipendenza, le isole formarono un'autonoma contea di Pakri. Nel 1934 c'erano 354 abitanti e 119 fattorie, divise in cinque villaggi. Nessun estone ha mai vissuto là.

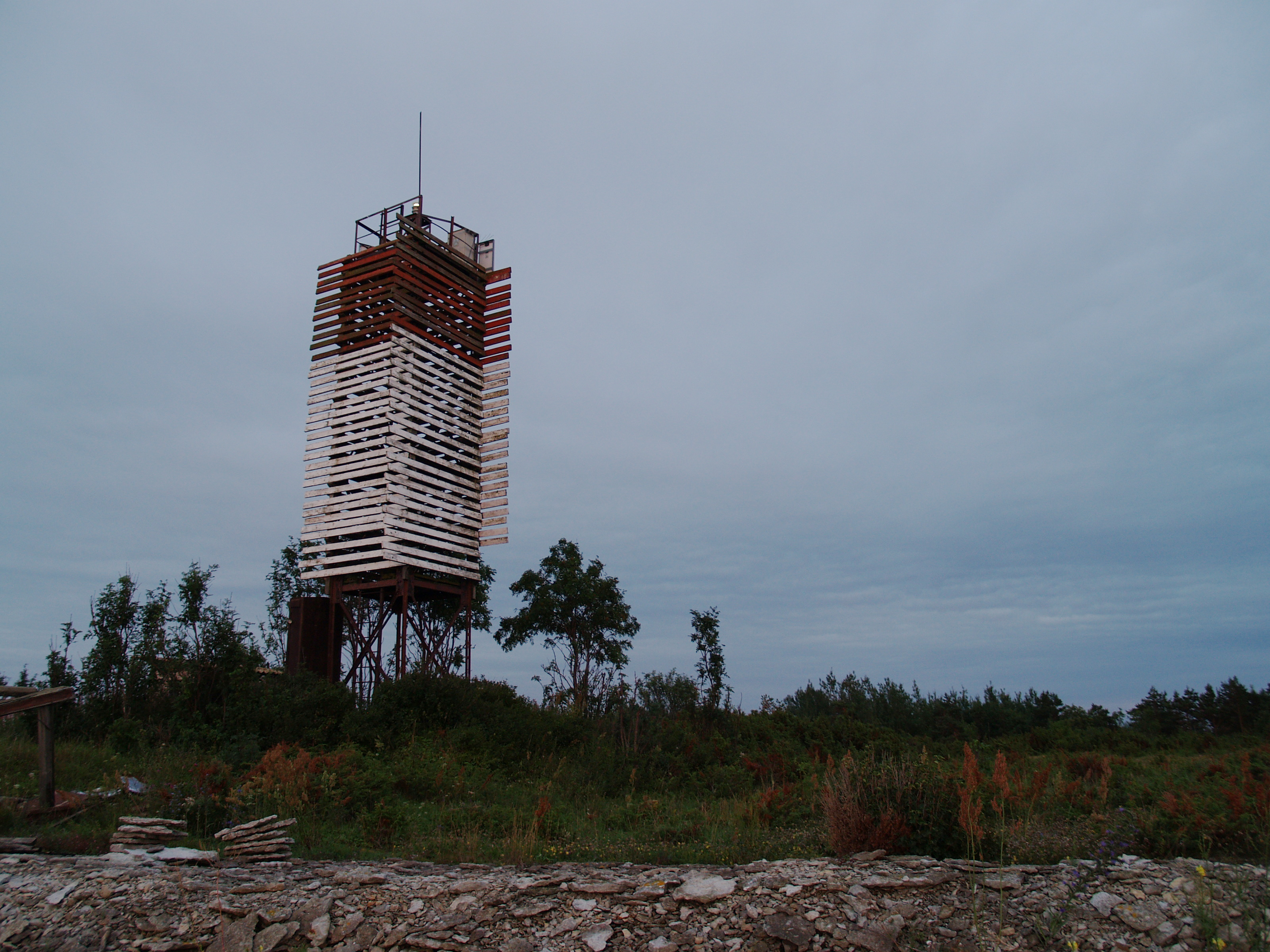
Il faro

Nel 1940 tutta la popolazione venne obbligata a lasciare l'isola per tornare in Svezia, i villaggi vennero distrutti e le isole vennero trasformate in una base militare dell'Unione Sovietica ed in un poligono per le nazioni aderenti al Patto di Varsavia. Oltre alle basi militari, dal 1952 un terrapieno collega le isole alla terraferma, attraversando i 10 ettari dell'isoletta di Langgranne.
Le isole sono state bombardate nel 1992 all'inizio della sovranità della repubblica estone, ma fortunatamente le bombe di addestramento non hanno arrecato eccessivi danni alla natura. Le isole sono tornate all'Estonia nel 1994.

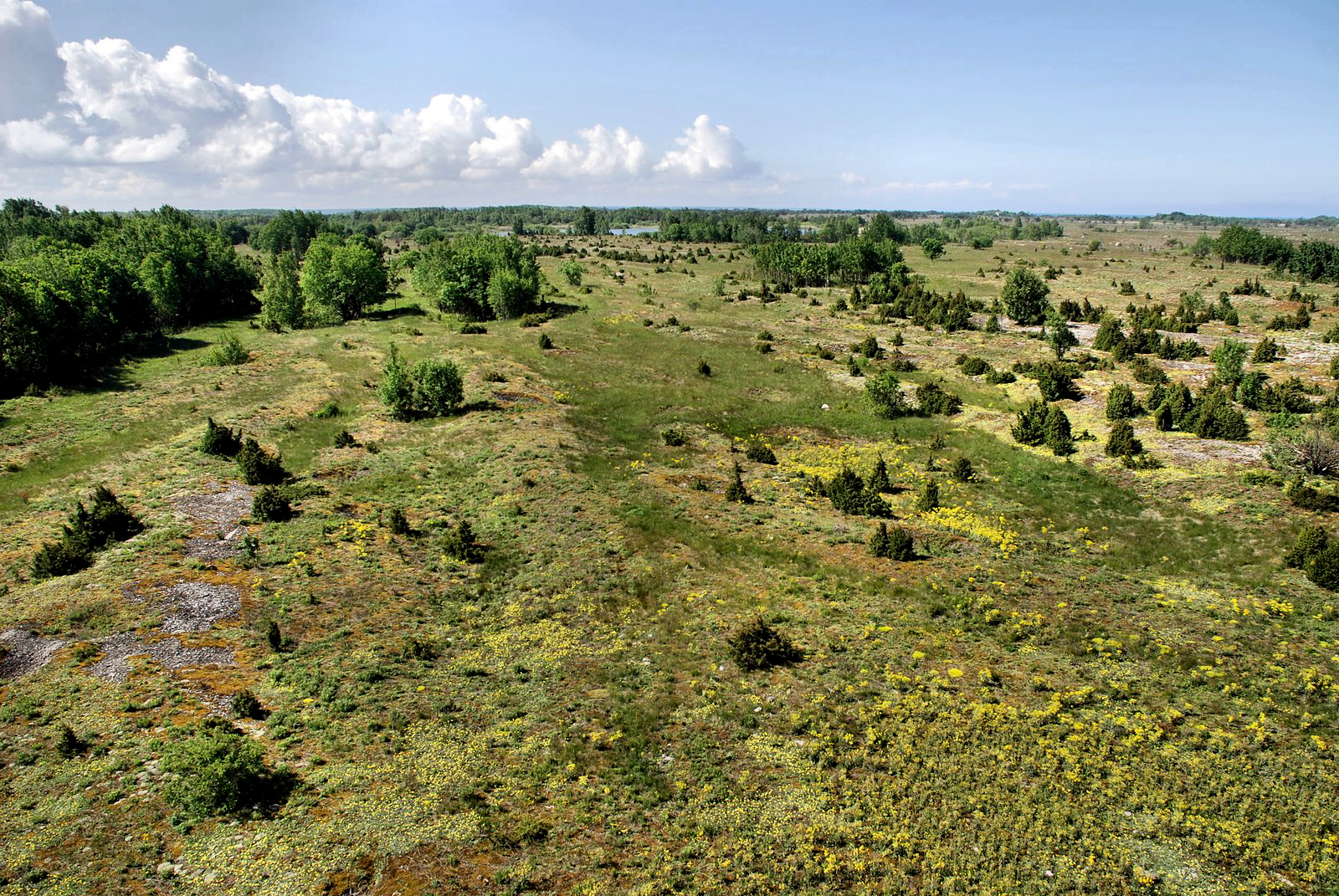
Suur-Pakri

## Riserva naturalistica
È interessante sapere che il nome delle isole (entrambe di 6 x 2,5 km) attualmente contraddice le loro reali dimensioni: la dimensione di Väike-Pakri (piccola Pakri) è 12,9 km² mentre quella di Suur-Pakri (grande Pakri) è solo 11,6 km². Probabilmente la ragione è che l'isola più piccola chiamata Suur-Pakri (grande Pakri) aveva un maggior numero di abitanti e maggiori coltivazioni. Ad ogni modo l'area totale delle isole ed isolette è di 24,7 km².